# Johann Friedrich Turley
Johann Friedrich Turley (* 23. Juni 1804 in Treuenbrietzen; † 2. Mai 1855 in Coswig (Anhalt)) war ein Orgelbauer, der in der ersten Hälfte des 19. Jahrhunderts in Brandenburg wirkte.

## Leben
Turley erlernte von seinem Vater Johann Tobias Turley den Orgelbau und war in dessen letzten Lebensjahren sein Mitarbeiter. Verschiedene Orgelneubauten wurden von beiden zusammen erstellt. Nach dem Tod des Vaters übernahm er die Werkstatt und zog mit dem Unternehmen nach Brandenburg an der Havel, wo er nach 1844 zusammen mit seinem Halbbruder Albert Turley tätig war. Er trug den Titel „Königlich-Preußischer Orgelbaumeister“. Am 28. Dezember 1827 heiratete er Theresia Meyer aus Wendhausen, von der er sich vor 1844 scheiden ließ. Johann Friedrich Turley verstarb in Coswig (Anhalt). Die Eintragung im Kirchenbuch Coswig, St. Nikolai, Begräbnisse 1851–1870 lautet: „Herr Friedrich Turley, Orgelbaumeister aus Treuenbrietzen, starb an Entkräftung im hiesigen Armenhause den zweiten Mai 1855, nachts ½ 12 Uhr und ward den 6.d.M. früh begraben.“

## Werk (Auswahl)
Von Johann Friedrich Turley sind einige Orgelneubauten – die meisten in der westlichen Mark Brandenburg – bekannt. Charakteristisch sind seit den 1830er Jahren die „kernlosen Labialpfeifen“ mit tief sitzenden Kernen und die elfenbeinernen Mundstücke bei Zungenstimmen.
Einige Instrumente sind erhalten. Nicht mehr vorhandene Instrumente sind kursiv gesetzt.
Orgelneubauten
| Jahr      | Ort                          | Gebäude                 | Bild | Manuale | Register | Bemerkungen |
| --------- | ---------------------------- | ----------------------- | ---- | ------- | -------- | --- |
| 1824      | Altlüdersdorf bei Gransee    | Dorfkirche              |      | I       | 8        | mit dem Vater Johann Tobias Turley, laut Inschrift in der Orgel, kein Pedal, erhalten                                                                                 |
| 1824      | Frankenfelde bei Luckenwalde | Dorfkirche              |      | I/P     | 15       | erste eigene Orgel, Register Posaune 16′; 2019 umfangreiche Rekonstruktion der Originaldisposition durch Schuke                                                       |
| 1826      | Wölmsdorf                    | Dorfkirche              |      | I/P     | 9        | alleine gebaut; seit 1969 in der Alten Kapelle des Evang. Krankenhauses Königin Elisabeth Herzberge in Berlin-Lichtenberg (Bild), 2015 restauriert.                   |
| um 1827   | Blankenburg (Uckermark)      | Dorfkirche              |      | I/P     | 15 (11)  | mit dem Vater (?) |
| 1829      | Wildberg                     | St.-Nikolai-Kirche      |      | I/P     | 16 (12)  | Fertigstellung der Orgel des Vaters |
| 1829      | Mützlitz (Nennhausen)        | Dorfkirche              |      | I/P     | 6        | erbaut als Interimsorgel (ursprünglich nur 4 Reg.) für Perleberg, 1831–1833 im dortigen Lehrerseminar, dann in Mützlitz aufgestellt; mehrfach erweitert und umgebaut. |
| 1831      | Perleberg                    | St. Jakobi              |      | II/P    | 36       | 1913 Neubau durch Fa. Faber & Greve, Salzhemmendorf; 1958 Neubau durch Fa. Gebr. Jehmlich, Dresden.                                                                   |
| 1834      | Teschendorf                  | Dorfkirche              |      | II/P    | 12       | |
| 1836–1838 | Salzwedel                    | Katharinenkirche        |      |         | 42       | [ 8 ] |
| 1836      | Buko                         | St. Johannes            |      | I/P     | 10       | überholt um 2017 → Orgel |
| 1837      | Berlin-Wannsee (Nikolskoe)   | St. Peter und Paul      |      | II/P    | 19       | Gehäuse erhalten; 1937 neues Werk durch Fa. Schuke, Potsdam. |
| 1838      | Eckmannsdorf                 | Dorfkirche              |      | I/P     | 8        | überholt 2017 → Orgel |
| 1847      | Ortrand                      | Stadtkirche St. Barbara |      | II/P    | 19       | Orgel von Johann Friedrich Turley aus dem Jahr 1847 restauriert und rekonstruiert durch den Hermann Eule Orgelbau im Jahr 2023.                                       |

Weitere Arbeiten
| Jahr | Ort            | Gebäude     | Bild | Manuale | Register | Bemerkungen                |
| ---- | -------------- | ----------- | ---- | ------- | -------- | -------------------------- |
| 1833 | Treuenbrietzen | St. Marien  |      |         |          | Reparatur der Wagner-Orgel |
| 1836 | Bochow         | Dorfkirche  |      |         |          | Reparatur der Wagner-Orgel |
| 1838 | Treuenbrietzen | St. Nikolai |      |         |          | Reparatur der Wagner-Orgel |
| 1844 | Rühstädt       | Kirche      |      |         |          | Reparatur der Wagner-Orgel |
| 1849 | Hordorf        | St. Stephan |      |         |          | Arbeiten                   |

## Schüler
Turley gab sein Wissen an seinen Halbbruder Albert Turley weiter. Von 1830 bis 1833 lernte bei ihm Friedrich Hermann Lütkemüller. Vermutlich war auch Wilhelm Baer bei ihm tätig.